# جونيرة صفراء
جونيرة صفراء (الاسم العلمي:Gunnera flavida) هي نوع من النباتات تتبع جنس الجونيرة من الفصيلة الجونيرية.